# Památné duby u sídliště Závodu míru v Pardubicích

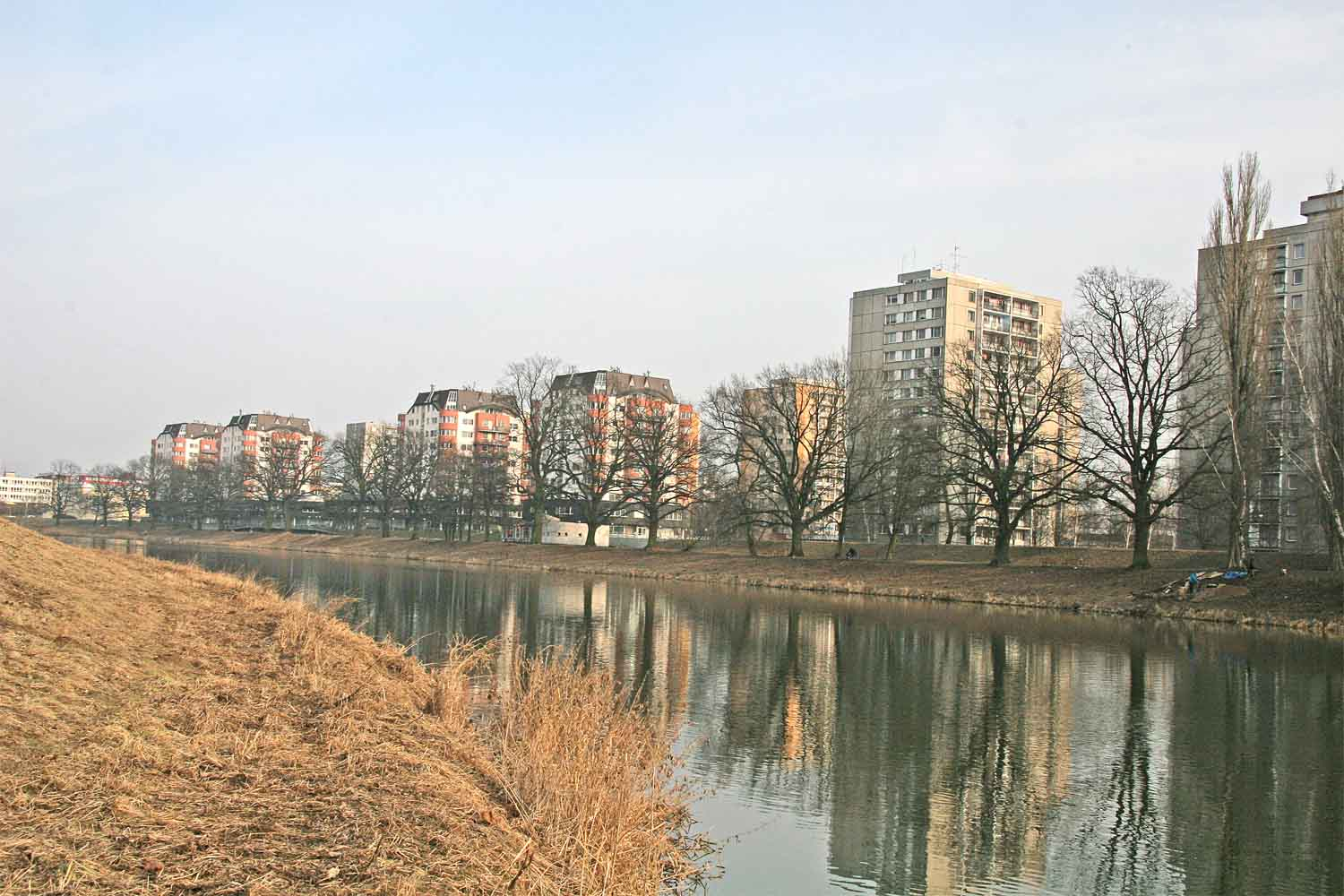
skupina památných dubů letních u sídliště Závodu Míru v Pardubicích

Na břehu řeky Labe u sídliště Závodu míru v Pardubicích roste skupina 34 památných dubů letních (Quercus robur).  Alej se nalézá podél Labe v úseku od ulice U Stadiónu po Hradeckou a od telefonní ústředny podél nábřeží Závodu míru
- Stromy jsou vysoké okolo 25 m
- obvody kmenů mají více než 3 m
- odhadované stáří je více než 150 let